# Сангымгорт
Сангымгорт — село в южной части Шуры́шкарского района Ямало-Ненецкого автономного округа России.

## География
Расположено на левом берегу реки Куноват, возле озёр Сангымгортшашлор и Айлор, в 199 км к югу от Салехарда и в 142 км к юго-востоку от районного центра — села Мужи. 
В селе одна улица — Таёжная.
Лесистая местность, подверженная пожарам. 

## Население
| 1989 | 2002 | 2010 | 2021 |
| ---- | ---- | ---- | ---- |
| 52   | ↘28  | ↘19  | ↘12  |

Основное население — ханты (100 %, 2002 год).

## История
С 2005 до 2022 гг. село входило в состав сельского поселения Лопхаринское, упразднённого в 2022 году в связи с преобразованием муниципального района в муниципальный округ.